# 布蘭福德森特 (康乃狄克州)
布蘭福德森特（英語：Branford Center）是位於美國康乃狄克州新哈芬縣的一個歷史區。該地的面積和人口皆未知。

## 地理
布蘭福德森特的座標為41°16′42″N 72°48′43″W / 41.27833°N 72.81194°W，而該地的平均海拔高度為5米（即16英尺）。